# Robert Seeliger
Robert Seeliger (* 13. Oktober 1966 in Prince George, British Columbia) ist ein kanadischer Schauspieler. Er tritt in Film- und Fernsehproduktionen auf und arbeitet auch in Deutschland.

## Leben
Geboren wurde Seeliger als Sohn eines Deutschen und einer Schottin; die Eltern waren Farmer. Nach der Trennung seiner Eltern wuchs er zusammen mit seinem Bruder bei seinem Vater auf.
Seeliger startete seine Karriere als Schauspieler 1999 in einer Folge der Abenteuer-Fernsehserie Relic Hunter – Die Schatzjägerin, einer Gemeinschaftsproduktion der Länder Kanada, Frankreich, der Vereinigten Staaten und Deutschland. Daran schlossen sich weitere Arbeiten in Fernsehproduktionen an, so beispielsweise in dem romantischen Thriller Deadly Betrayal von 2003, wo er einen Reporter spielte, dessen Frau (verkörpert von Nicollette Sheridan) sich vernachlässigt fühlt. In der Fernseh-Soap Paradise Falls über eine beschauliche kanadische Kleinstadt, hinter deren so schöner Fassade es geheimnisvoll und gefährlich zugeht und Intrigen lauern, war Seeliger von 2001 bis 2004 in 48 Folgen als Jeff Bradshaw besetzt. In der kanadischen komödiantischen Fernsehserie Show Me Yours war er 2004 in vier Folgen als Handsome Stranger zu sehen.
Als der Schauspieler 2004 in dem Fernsehfilm Miss Texas an der Seite von Natalia Wörner die Hauptrolle des Cowboys Greg O’Neill spielte, entstand daraus auch eine private Verbindung: Sie wurden ein Paar und überstanden Weihnachten 2004 gemeinsam die Tsunamikatastrophe in Khao Lak. Im Januar 2006 heirateten sie, im April 2006 kam ihr gemeinsamer Sohn Jacob Lee zur Welt. 2008 wurde die Ehe geschieden. Im April 2010 stürzte Seeliger, als er im Beisein seines Sohnes und seiner Mutter auf dem Trampolin einen doppelten Rückwärtssalto versuchte, brach sich zwei Halswirbel und musste notoperiert werden.
In dem Filmdrama Sommer ’04 von Stefan Krohmer war Seeliger 2006 in einer Hauptrolle als Amerikaner Bill besetzt, Martina Gedeck war seine Filmpartnerin, die sich in ihrer Rolle als Miriam in ihn verliebt. Im selben Jahr erschien auch der US-amerikanische Actionfilm Fay Grim von Hal Hartley, in dem der Schauspieler einen Agenten verkörperte. Seeliger war 2010 in dem Politthriller Der Ghostwriter von Roman Polański in einer kleineren Rolle besetzt sowie 2011 in dem TV-Zweiteiler Hindenburg von Regisseur Philipp Kadelbach als Sänger und Nazi-Agent zu sehen. Des Weiteren spielte er in einigen deutschen Fernsehserien wie beispielsweise Der Kommissar und das Meer, SOKO Leipzig, Kreuzfahrt ins Glück, Einsatz in Hamburg, SOKO Stuttgart sowie in Verfilmungen von Utta Danella, Inga Lindström und Rosamunde Pilcher mit.
2015 stand Seeliger in Margarethe von Trottas Kinofilm Die abhandene Welt als Philip vor der Kamera. In dem Film waren neben Barbara Sukowa auch Katja Riemann und Matthias Habich besetzt. Mit Riemann arbeitete der Schauspieler zwei Jahre später in der Filmkomödie Forget About Nick erneut zusammen. Die deutsch-österreichische Literaturverfilmung Die Trapp Familie – Ein Leben für die Musik, in der Seeliger als Marcus von Trapp zu sehen ist, kam 2015 in die Kinos. In der Miniserie Unser Traum von Kanada war er 2016 in den Filmen Alles auf Anfang und Sowas wie Familie an der Seite von Katja Weitzenböck, Sonja Gerhardt und Michael Gwisdek als Adrian Gallister besetzt. In Volker Schlöndorffs 2017 erschienenem Filmdrama Rückkehr nach Montauk war Seeliger in einer Nebenrolle als Jonathan zu sehen. Der Film ist eine Verbeugung vor Max Frisch und dessen Erzählung Montauk. Im selben Jahr erschien auch der zweite Film der Filmreihe Allmen mit dem Titel Allmen und das Geheimnis des rosa Diamanten mit Heino Ferch in der Titelrolle und Robert Seeliger in einer kleinen Rolle als Amerikaner. In dem investigativen Agentenfilm Saat des Terrors des Grimme-Preisträgers Daniel Harrich von 2018 war Seeliger neben Christiane Paul, Heiner Lauterbach und Axel Milberg in einer tragenden Rolle besetzt.
Im September 2023 stürzte er mit dem Mountainbike und zog sich einen Genickbruch zu, den er überlebte.

## Filmografie (Auswahl)
- 1999: Relic Hunter – Die Schatzjägerin – Myth of the Maze
- 1999: Exhibit A: Secrets of Forensic Science – Stopwatch Gang
- 2000: Mission Erde – Sie sind unter uns – Keep Your Enemies Closer
- 2000: Two of Us
- 2000: Zeit der Gerechtigkeit
- 2001–2004: Paradise Falls (Fernsehserie, 5 Folgen)
- 2002: Nimm dich in Acht
- 2002: Odyssey 5 – Astronaut Dreams
- 2002: Largo Winch: Gefährliches Erbe – A Breed Apart
- 2003: Die Pentagon Papiere
- 2003: Deadly Betrayal
- 2003: Wild Card – Auntie Venom
- 2004: Gracie’s Choice
- 2004: Mutant X – Divided Loyalties
- 2004: Show Me Yours (Fernsehserie, 4 Folgen)
- 2004: Man in the Mirror: The Michael Jackson Story
- 2005: Miss Texas
- 2006: Sommer ’04
- 2006: Fay Grim
- 2007: Durch Himmel und Hölle
- 2007: Der Mann von gestern
- 2007: Mein Herz in Afrika
- 2007: Der Kommissar und das Meer – Näher als du denkst
- 2008: Man liebt sich immer zweimal
- 2009: Die Rebellin
- 2009: Liebe macht sexy
- 2009: Utta Danella – Der Verlobte meiner besten Freundin
- 2010: SOKO Leipzig – Terminal A
- 2010: Der Ghostwriter
- 2010: Inga Lindström – Zwei Ärzte und die Liebe
- 2011: Hindenburg
- 2011: Emilie Richards – Der Zauber von Neuseeland
- 2011: Inga Lindström – Wilde Pferde auf Hillesund
- 2011: Sweetnees
- 2011: Rosamunde Pilcher – Englischer Wein
- 2012: Kreuzfahrt ins Glück – Hochzeitsreise nach Jersey
- 2012: Unter anderen Umständen – Spiel mit dem Feuer
- 2013: Einsatz in Hamburg – Mord an Bord
- 2014: SOKO Stuttgart – Traumprinz
- 2014: Kleine Hände im Großen Krieg – The Odyssey
- 2015: Die abhandene Welt
- 2015: Die Trapp Familie – Ein Leben für die Musik
- 2016: Unser Traum von Kanada: Alles auf Anfang (1/2)
- 2016: Unser Traum von Kanada: Sowas wie Familie (2/2)
- 2017: Inga Lindström – Liebesreigen in Samlund
- 2017: Rückkehr nach Montauk
- 2017: Allmen und das Geheimnis des rosa Diamanten
- 2017: Forget About Nick
- 2017: You Are Wanted – Burning Man
- 2018: You Are Wanted – File Not Found
- 2018: Saat des Terrors
- 2020: Professor T. – Christina
- 2021: Little America (Mini-Serie)
- 2022: Darwin’s Fox (Kurzfilm)
- 2022: Sayonara Loreley (Fernsehfilm)
- 2023: Das Traumschiff: Vancouver (Fernsehreihe)
- 2024: Ein Fall für Zwei – Showbizz
- 2025: Doppelhaushälfte – Der Switch